# Gordy
Gordy is een Amerikaanse familiefilm uit 1995.

## Rolverdeling

### Acteurs
| Acteur                      | Personage              |
| --------------------------- | ---------------------- |
| Doug Stone                  | Luke MacAllister       |
| Kristy Young                | Jinnie Sue MacAllister |
| Tom Lester                  | neef Jake              |
| Deborah Hobart              | Jessica Royce          |
| Michael Roescher            | Hanky Royce            |
| James Donadio               | Gilbert Sipes          |
| Ted Manson                  | Henry Royce            |
| Tom Key                     | Brinks                 |
| Jon Kohler en Afemo Omilami | Dietz en Krugman       |

### Stemmen
| Acteur             | Personage           |
| ------------------ | ------------------- |
| Justin Garms       | Gordy               |
| Hamilton Camp      | Gordy's vader       |
| Jocelyn Blue       | Gordy's moeder      |
| Frank Welker       | de verteller        |
| Tress MacNeille    | Wendy               |
| Earl Boen          | Minnesota Red       |
| Frank Soronow      | Dorothy the Cow     |
| Billy Bodine       | varkentje           |
| Blake McIver Ewing | varkentje           |
| Julianna Harris    | varkentje           |
| Sabrina Weiner     | varkentje           |
| Heather Bahler     | varkentje           |
| Jim Meskimen       | Bill Clinton (stem) |